# Olive (Nueva York)
Olive es un pueblo ubicado en el condado de Ulster en el estado estadounidense de Nueva York. En el año 2000 tenía una población de 4,579 habitantes y una densidad poblacional de 30.1 personas por km².

## Geografía
Olive se encuentra ubicado en las coordenadas 41°57′6″N 74°15′7″O / 41.95167, -74.25194. Según la Oficina del Censo, la ciudad tiene un área total de 168,7 km² (65,1 mi²), de la cual 151,9 km² (58,6 mi²) es tierra y 16,8 km² (6,5 mi²) (9.93%) es agua.

## Demografía
Según la Oficina del Censo en 2000 los ingresos medios por hogar en la localidad eran de $45,409, y los ingresos medios por familia eran $50,931. Los hombres tenían unos ingresos medios de $33,125 frente a los $27,008 para las mujeres. La renta per cápita para la localidad era de $21,569. Alrededor del 5% de la población estaban por debajo del umbral de pobreza.